# Özhan Öztürk
 Özhan Öztürk  (* 1968 in Istanbul, Türkei) ist ein türkischer Lexikograf sowie Autor.
Özhan Öztürk veröffentlichte seine Untersuchungen zur Kultur, Geschichte sowie zu Regionalsprachen und -dialekten der türkischen Schwarzmeerküste in zwei Bänden der "Karadeniz Ansiklopedik Sözlük". Er behandelte in einem seiner anderen Werke namens "Folklör ve Mitoloji Sözlüğü", welches das in der türkischen Sprache ausführlichste Lexikon über allgemeine Volkskunde ist, die Themen der Mythologie,  Folklore und Religion. 
In „Pontus“ befasste sich Öztürk mit den hinterbliebenen Spuren der Völker und Kulturen, die von der Antike bis heute an den Küsten des Schwarzen Meeres lebten, sowie mit der Geschichte der dort gegründeten und zerstörten Städte und Zivilisationen. Letzteres führte er in seinem recht umfangreichen Lexikon "Dünya Mitolojisi" über die Mythen der antiken Kulturen sowie deren Überzeugungen zur Schöpfung, zu Gottheiten und Helden aus.

## Werke
- Karadeniz Ansiklopedik Sözlük, İstanbul, 2005. Heyamola. 2 vol. ISBN 975-6121-00-9
- Folklor ve Mitoloji Sözlüğü, Ankara, 2009. Phoenix. ISBN 978-605-57-3826-6
- Pontus: Antik Çağ’dan Günümüze Karadeniz’in Etnik ve Siyasi Tarihi. Genesis. Ankara, 2011. ISBN 978-605-54-1017-9
- Dünya Mitolojisi. Ankara, 2016. Nika. ISBN 978-605-8389199

| Personendaten    | Personendaten                     |
| ---------------- | --------------------------------- |
| NAME             | Öztürk, Özhan                     |
| KURZBESCHREIBUNG | türkischer Lexikograf sowie Autor |
| GEBURTSDATUM     | 1968                              |
| GEBURTSORT       | Istanbul, Türkei                  |